# Alosza
Alosza (ukr. Aльоша; ros. Алёша), właśc. Ołena Ołeksandriwna Topola (ukr. Олена Олександрівна Топол; ros. Алёна Александровна Тополя, Alona Aleksandrowna Topola), z d. Kuczer (ukr. i ros. Кучер) (ur. 14 maja 1986 w Zaporożu) – ukraińska piosenkarka i kompozytorka. Reprezentantka Ukrainy w 55. Konkursie Piosenki Eurowizji (2010).

## Życiorys

### Wczesne lata
Urodziła się 14 maja 1986 roku w Zaporożu, dwa tygodnie po katastrofie elektrowni jądrowej w Czarnobylu. Studiowała wokalistykę na Kijowskim Narodowym Uniwersytecie Kultury i Sztuki Pięknej.

### Kariera
W 2006 roku wydała (pod pseudonimem Alosza) debiutancki album studyjny, zatytułowany Ghosts. Dwa lata później podpisała kontrakt z wytwórnią płytową Music Catapult. 
W 2010 roku zgłosiła się z utworem „To Be Free” do udziału w ukraińskich eliminacjach eurowizyjnych. 20 marca wygrała finał selekcji, dzięki czemu została reprezentantką Ukrainy w 55. Konkursie Piosenki Eurowizji, organizowanym w Oslo. Po finale eliminacji jej utwór został zdyskwalifikowany z powodu złamania regulaminu (został opublikowany przed regulaminowym terminem). Piosenka została zastąpiona utworem „Sweet People”, którą Alosza napisała wraz z Borysem Kukobą i Wadimem Lisicą. 27 maja wystąpiła w drugim półfinale Konkursu Piosenki Eurowizji i z siódmego miejsca awansowała do finału, w którym zajęła dziesiąte miejsce ze 108 punktami na koncie. W listopadzie wydała drugi album studyjny, zatytułowany A World Outside Your Door. 
W styczniu 2013 roku wydała singiel „Smysł żyzni”, który nagrała w duecie z Władem Darwinem. Kilka dni później wydała kolejny utwór – „Toczka na kartie”. W lutym 2015 roku wydała trzeci album studyjny, zatytułowany Toczka na kartie, cz. 1, na którym znalazły się dwa single: „Ty mojo wsio” i „Biezorużnaja”. W marcu zaprezentowała drugą część płyty Toczka na kartie, która promowana była przez dwa single: „Smysł żyzni”  i „Toczka na kartie”.
W grudniu 2017 otrzymała statuetkę Czerwonej Ruty za utwór „Kalina” na gali M1 Music Awards.

### Życie prywatne
Była zamężna z producentem muzycznym Wadimem Wadimowiczem Lisicą (ur. 2 sierpnia 1975), z którym rozwiodła się w 2011 roku. Latem 2013 roku wzięła ślub z piosenkarzem Tarasem Topolią (ur. 21 czerwca 1988), z którym ma dwóch synów: Romana (ur. 3 kwietnia 2013) i Marka (ur. 30 listopada 2015).

## Dyskografia

### Albumy studyjne
- Ghosts (2006)
- A World Outside Your Door (2010)
- Toczka na kartie, cz. 1 (2015)
- Toczka na kartie, cz. 2 (2015)

### Single
- 2008 – „To Be Free”
- 2009 – „Sneg”
- 2010 – „Ty ujdesz”
- 2010 – „Sweet People”
- 2010 – „Revolution”
- 2013 – „Smysł żyzni” (z Władem Darwinem)
- 2013 – „Toczka na kartie”
- 2013 – „Ty mojo wsio”
- 2014 – „Biezorużnaja”